# فيل كوستا (لاعب كرة قدم أمريكية)
فيل كوستا (بالإنجليزية: Phil Costa)‏ هو لاعب كرة قدم أمريكية أمريكي، ولد في 11 يوليو 1987 في مورستاون ‏ في الولايات المتحدة.

## وصلات خارجية
- فيل كوستا على موقع مرجع كرة القدم المحترفة.كوم (الإنجليزية)